# Дорсальные согласные
Дорсальные согласные  произносятся при помощи основной части языка. Они контрастируют с корональными, производимыми передней мягкой частью языка, и с корневыми, извлекаемыми корнем языка.

## Классификация
Средняя часть языка может перемещаться по большой области верхней части полости рта, от твёрдого нёба (см. палатальные согласные) и мягкого нёба за ним (велярные согласные) до язычка в конце ротовой полости (увулярные согласные). Такое разделение не всегда точно, и иногда упоминаются промежуточные ступени, такие как препалатальные, превелярные и поствелярные согласные.
Так как кончик языка может загибаться обратно и тоже касаться твёрдого нёба, как это происходит для ретрофлексных согласных, согласные, производимые сближением средней части языка с твёрдым нёбом, иногда для уточнения называются дорсо-палатальными.

## В языках мира
Буквам к, г, х в русском языке соответствуют фонемы /k/ (глухой велярный взрывной), /g/ (звонкий велярный взрывной) и /x/ (глухой велярный спирант); букве й − /j/ (палатальный аппроксимант).
В английском w обычно соответствует /w/ (звонкий лабиовелярный аппроксимант).
В немецком, а также в шотландском варианте английского сочетанию ch соответствует /ç/ (глухой палатальный спирант).